# Chata na Čantoryji
Chata na Čantoryji se nachází v západní, nižší části protáhlého vrcholu Velké Čantoryje v Nýdku v Moravskoslezském kraji. Stojí v bezprostřední blízkosti česko-polské státní hranice, na vývěsním štítu nese název Horská chata Čantoryja.

## Historie

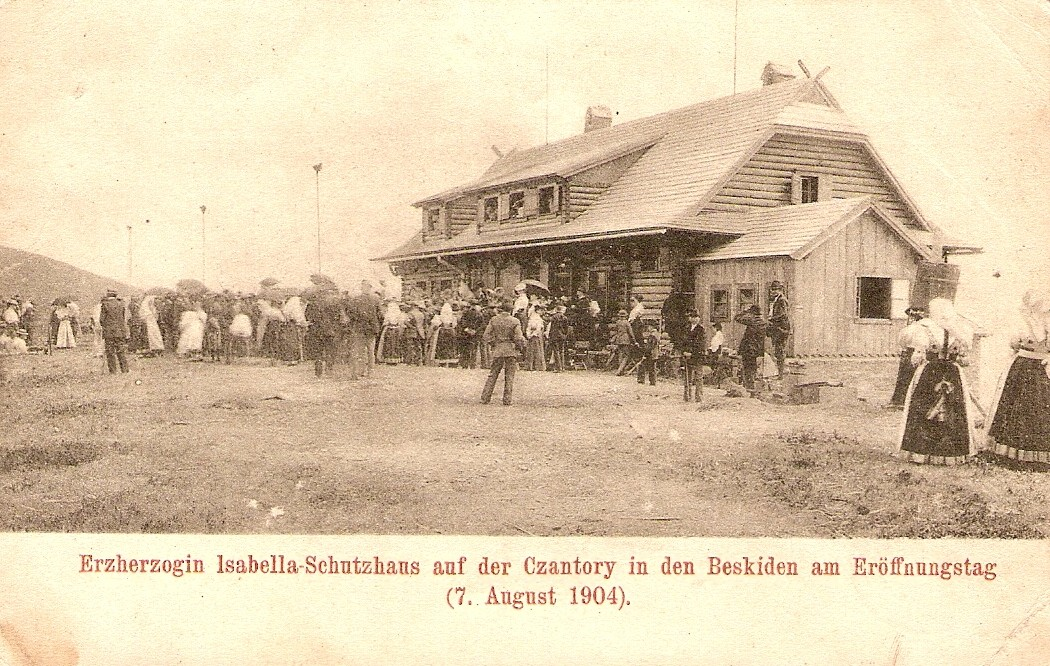
Schutzhaus Czantory r. 1904

Turistická chata byla postavena firmou Fryderyka Fuldy z Těšína a otevřena 7. srpna 1904. Byla pojmenována Erzherzogin Isabella Schutzhaus na počest arcivévodkyně Isabely, manželky tehdejšího těšínského vévody Fridricha Habsburského. Po vyznačení státní hranice v roce 1920 se chata ocitla na české straně a byla znovu otevřena v roce 1923 společností Beskidenverein. V roce 1948 byla znárodněna a spravována podnikem Beskydské hotely a restaurace, který ji roku 1953 renovoval. Po rozšíření v první polovině 70. let 20. století měla chata 54 lůžek s kompletními stravovacími službami. V 90. letech byla chata privatizována. Následně byla ubytovací činnost z hygienických důvodů zakázána a od té doby chata funguje pouze jako bufet.

## Přístup
- po  naučná stezka Rytířská souběžně s  červenou a  žlutou turistickou značkou z Nýdku
- po  modré turistické značce zvané Szlak im. Jana Galicza z Ustroně Poniwce.